# Schwedische Badmintonmeisterschaft 1981
Die Schwedische Badmintonmeisterschaft 1981 fand Anfang 1981 statt.

## Finalergebnisse
| Disziplin    | Sieger                           | Finalist                             | Ergebnis          |
| ------------ | -------------------------------- | ------------------------------------ | ----------------- |
| Herreneinzel | Thomas Kihlström                 | Stefan Karlsson                      | 15-2, 15-11       |
| Dameneinzel  | Lena Axelsson                    | Christine Magnusson                  | 11-3, 11-2        |
| Herrendoppel | Stefan Karlsson Thomas Kihlström | Lars Wengberg Claes Nordin           | 15-7, 17-14       |
| Damendoppel  | Carina Andersson Cecilia Jeppson | Lena Axelsson Karin Lindquist        | 17-15, 15-10      |
| Mixed        | Lars Wengberg Anette Börjesson   | Torbjörn Pettersson Carina Andersson | 5-15, 15-13, 15-6 |